# Miami Dolphins 1998
La stagione 1998 dei Miami Dolphins è stata la numero 33 della franchigia, la ventinovesima nella National Football League. La squadra si classificò ai playoff per il secondo anno consecutivo.

## Calendario

### Stagione regolare
| Turno | Data               | Avversario             | Risultato          | Ora TV             | Pubblico           |
| ----- | ------------------ | ---------------------- | ------------------ | ------------------ | ------------------ |
| 1     | 6/9/1998           | @ Indianapolis Colts   | V 24–15            | CBS 1:00pm         | 60.587             |
| 2     | 13/9/1998          | Buffalo Bills          | V 13–7             | CBS 1:00pm         | 73.097             |
| 3     | 20/9/1998          | Pittsburgh Steelers    | V 21–0             | CBS 1:00pm         | 73.948             |
| 4     | Settimana di pausa | Settimana di pausa     | Settimana di pausa | Settimana di pausa | Settimana di pausa |
| 5     | 4/10/1998          | @ New York Jets        | S 9–20             | CBS 1:00pm         | 75.257             |
| 6     | 12/10/1998         | @ Jacksonville Jaguars | S 21–28            | ABC 9:00pm         | 74.051             |
| 7     | 18/10/1998         | St. Louis Rams         | V 14–0             | FOX 4:15pm         | 65.418             |
| 8     | 25/10/1998         | New England Patriots   | V 12–9             | CBS 1:00pm         | 73.973             |
| 9     | 1/11/1998          | @ Buffalo Bills        | S 24–30            | CBS 1:00pm         | 79.011             |
| 10    | 8/11/1998          | Indianapolis Colts     | V 27–14            | CBS 1:00pm         | 73.400             |
| 11    | 15/11/1998         | @ Carolina Panthers    | V 13–9             | CBS 1:00pm         | 67.887             |
| 12    | 23/11/1998         | @ New England Patriots | S 23–26            | ABC 9:00pm         | 58.729             |
| 13    | 29/11/1998         | New Orleans Saints     | V 30–10            | FOX 4:15pm         | 73.216             |
| 14    | 6/12/1998          | @ Oakland Raiders      | V 27–17            | CBS 4:15pm         | 61.254             |
| 15    | 13/12/1998         | New York Jets          | S 16–21            | ESPN 8:15pm        | 74.369             |
| 16    | 21/12/1998         | Denver Broncos         | V 31–21            | ABC 9:00pm         | 74.363             |
| 17    | 27/12/1998         | @ Atlanta Falcons      | S 16–38            | CBS 1:00pm         | 69.754             |

### Playoff
| Turno    | Data     | Avversario       | Risultato |
| -------- | -------- | ---------------- | --------- |
| Wildcard | 2/1/1999 | Buffalo Bills    | V 24–17   |
| Division | 9/1/1999 | @ Denver Broncos | S 38-3    |